# Ervin Escobar
Ervin Alejandro Escobar Macías (16 de mayo de 1996, Rincón de Romos, Aguascalientes, México) es un futbolista mexicano. Juega de Defensa  y su club actual es el Club Necaxa

## Clubes
| Club   | País   | Año         | Partidos | Goles |
| ------ | ------ | ----------- | -------- | ----- |
| Necaxa | México | 2017 - 2019 | 3        | 0     |

- Datos: Q30900486